# Cedric Escalante
Cedric Iván Escalante Sauri (Mérida, Yucatán; 11 de julio de 1947) es un ingeniero civil, académico y político mexicano.

## Biografía

### Educación y trayectoria académica
Nación en Mérida (Yucatán), pero a los cinco años cambió su residencia a la ciudad de Villahermosa, Tabasco, donde permaneció hasta terminar sus estudios profesionales de Ingeniería Civil en la Escuela de Ingeniería de la Universidad Juárez Autónoma de Tabasco, (de 1965 a 1969), habiendo obtenido el primer lugar en promedio y aprovechamiento en los dos últimos años de la carrera.
Ya avecindado en la ciudad de México, en 1970 realizó el postgrado en la División de Estudios Superiores de la Facultad de Ingeniería de la UNAM, en la especialización de Vías Terrestres.
De 1971 a 1972 estudió la Maestría en Ciencias de Ingeniería, con especialidad en Transporte, en la Universidad de California en Berkeley, EUA.
En el campo de la docencia ha sido profesor de diversas materias en la maestría de Vías Terrestres de la Universidad Autónoma de Chihuahua, así como en la maestría de Ingeniería de Tránsito en la Universidad Autónoma de Nuevo León. Profesor del Centro de Educación Continua de la UNAM y a nivel internacional, Profesor Invitado de la Universidad del Cauca en la República de Colombia.

### Actividad gremial
Como gremialista es Miembro Fundador de la AMIVTAC, donde ha sido Presidente de la Delegación Tabasco, Vicepresidente de la II Mesa Directiva, Presidente de la VII Mesa Directiva, y Miembro Permanente del Consejo Consultivo. 
Es Vicepresidente de Relaciones Gubernamentales Nacionales e Internacionales del presente XXXI Consejo Directivo del Colegio de Ingenieros Civiles de México. Fue ya Vicepresidente del XXVII Consejo Directivo y Presidente del Consejo Técnico del mismo. Ha tenido la encomienda de organizar dos Congresos Nacionales de Ingeniería Civil, y actualmente coordina la entrega del Premio Nacional de Ingeniería Civil, así como los premios a lo más destacado de la profesión en las diversas especialidades que reconoce el colegio.
Es miembro de la Sociedad Mexicana de Ingeniería Económica y de Costos y miembro de la Sociedad Mexicana de Ingenieros donde además es Delegado Especial del Comité Ejecutivo Nacional para Chiapas y Tabasco.

### Trayectoria profesional
Inició su actividad profesional desempeñando diversos cargos en la entonces SOP así como en la SAHOP y en la Comisión de Vialidad y Transporte Urbano del Departamento del Distrito Federal.
En 1983 fue designado director general del Centro SCT de Tabasco, entidad donde también ocupó el cargo de coordinador de Obras Viales del Gobierno del Estado, lo que permitió optimizar el uso de los recursos destinados a los programas viales de orden federal y estatal.
Como ejemplo de lo anterior, cabe señalar la ejecución de un programa intensivo de construcción de puentes con recursos estatales, que a dos años de su gestión, superaba los 6.000 m lineales.
- En la Secretaría de Comunicaciones y Transportes ha desempeñado los cargos de director general de los Centros SCT en Guerrero y Veracruz, coordinador a nivel nacional de los Centros SCT, asesor del secretario de Comunicaciones y Transportes y director general de Conservación de Carreteras. Durante su encargo, implantó la operación de un sistema de gestión y contratación multianual, y le dio un nuevo enfoque tanto al mantenimiento y a la conservación de carreteras, como a la atención de emergencias.

- Ha participado en obras de singular importancia como la conclusión del Puente Chiapas; los Libramientos de Salinas Cruz, el de Ciudad Victoria, el de Los Cabos y el de Durango, así como las autopistas Rosario-Villa Unión y Aguascalientes – Zacatecas, entre otras.

- Es el único caso en la SCT que ha tenido a nivel operativo de Dirección General, la responsabilidad de atender simultáneamente la construcción y conservación de las Carreteras Federales y el Programa de Caminos Rurales. Es Perito Profesional en Vías Terrestres, certificado por el Colegio de Ingenieros Civiles de México.

## Obras publicadas
Es cotraductor del libro “Satistical Methods in Traffic Engineering” y autor, de las publicaciones: “Construcción de Puentes en Tabasco”; “Transportes y Comunicaciones en el Desarrollo del Estado de Veracruz” Y “La conservación de carreteras en México, la experiencia reciente”, esta última con ediciones recientes por parte del estado de Veracruz y por la Asociación Mexicana de Ingeniería de Vías Terrestres, AMIVTAC.

## Distinciones
- Premio Estatal de Ingeniería 1993, otorgado por la Sociedad Mexicana de Ingenieros del Estado de Tabasco.

- Socio de Honor de la Asociación Mexicana de Ingeniería de Vías Terrestres

- Miembro emérito del Colegio de Ingenieros Civiles de México.

- Miembro de Número de la Academia de Ingeniería.